# Транс (психическое состояние)
Транс (от фр. transir «оцепенеть» ← лат. transire «переходить границы чего-либо») — ряд изменённых состояний сознания (ИСС), а также функциональное состояние психики, связывающее и опосредующее сознательное и бессознательное психическое функционирование человека, в котором, согласно некоторым когнитивистски-ориентированным трактовкам, изменяется степень сознательного участия в обработке информации.
К. Хоффман утверждает, что «Транс до сих пор традиционно определяют как состояние пониженного сознания или состояние дрёмы. Однако, более поздние антропологические определения связывают его с изменёнными состояниями сознания (Чарльз Тарт), и это становится всё более принятым».
К. Хоффман также полагает, что «…состояние транса должно обсуждаться во множественном числе, потому что есть больше чем одно изменённое состояние сознания, значимо отличающееся от обыденного (повседневного) состояния».
Транс отличается от обычного состояния сознания направленностью внимания — при нём у человека образуется внутренний фокус внимания (то есть внимание направлено на образы, воспоминания, ощущения, грёзы, фантазии и т. д.), а не внешний, как при обычном состоянии сознания.
Когда человек входит в трансовые состояния намеренно, то такой транс называется многими духовными школами восточных стран — медитацией.
Согласно М. Эриксону, транс сам по себе терапевтичен (то есть просто нахождение в нём), потому что во время его течения возможно психическое переструктурирование, сложно осуществимое в «обычном» состоянии сознания.
Трансовые состояния очень сильно различаются по степени: практически любое сосредоточение на чём-либо из внутреннего фокуса внимания (попытка вспомнить или представить что-то) приводят к появлению транса, так как внимание человека, пусть и незначительно, но уже в меньшей степени, чем до этого, направлено на «внешний», окружающий мир.

## Типы трансов
Согласно М. Эриксону следует различать 3 вида транса:
1. Повседневный транс (обычная мечтательность, переход в сон и назад в бодрствование, автоматическое выполнение привычных действий и т. д.).
2. Углублённый транс (обычно называют гипнозом) — намеренное усиление и продление по времени естественного феномена — транса, осуществляемое обычно при помощи другого человека.
3. Сомнамбулический транс — глубокое трансовое состояние, при котором человек выглядит и ведёт себя как не находящийся в трансе.

## Проявления транса

### Микродинамика транса
М. Эриксон и Э. Росси выделили формально-динамические аспекты, обязательные для транса, назвав их его микродинамикой:
- Фиксация внимания
- Депотенциализация сознания (временное снижение действенности, активности сознания). Для этого могут быть использованы такие техники, как:
  - замешательство (особенно эффективна с теми, кто всё стремится объяснить логически, разложить по полочкам);
  - Насыщение (в современном сленге можно было бы выразиться: «загрузить» человека информацией — вызвать у него такую мыслительную активность, которую ему было бы сложно поддерживать);
  - Удивление (техника, близкая к замешательству, но с юмором и игрой слов);
  - Психологический шок;
- Запуск бессознательного поиска (терапевтический этап, связанный с активизацией работы бессознательного);
- Бессознательные процессы и гипнотическая реакция (можно сказать — это постэффект, возникающий в результате терапевтической работы — предыдущего этапа).

### Минимальные признаки транса
М. Р. Гинзбург и Е. Л. Яковлева указали на целый ряд признаков трансового (гипнотического) состояния:
- Неподвижность (в «обычном» состоянии сознания люди никогда не находятся длительное время в неподвижном состоянии).
- Закрывание глаз
- Расслабление (мышц тела, в том числе на лице)
- Изменение диаметра зрачков
- Замедление дыхания
- Замедление рефлексов, в том числе сглатывания
- Мышечные подёргивания
- Дрожание ресниц
- Лёгкие покачивания головой.

К дополнительным признакам транса относят, в частности, т. н. буквализм — человек в трансе склонен понимать (по крайней мере на уровне сознания) обращённую к нему речь буквально.

## Базовые техники наведения и поддержания транса
Традиционно различают два направления деятельности психолога с клиентами в трансовом состоянии: сопровождение и ведение. Действуя в этих широких направлениях, психолог обычно применяет различные техники:
- Сопровождение нацелено на то, чтобы помочь человеку полнее погрузиться в свои воспоминания и субъективный опыт, сделать его более подробным (увидеть образы, услышать звуки, испытать телесные ощущения, пережить эмоции и т. д.). Чтобы сопровождать клиента в течение его транса, психологу необходимо предоставлять ему конгруэнтные описания, которые бы помогали ему оставаться в трансе. Для этого можно использовать технику «неопределённые слова» (например, родовые наименования, такие как — «одежда», для описания куртки, брюк, юбки, плаща; «время года» — для весны, лета, зимы, осени; или формулировка Я не знаю… (где вы, что вы делаете, чувствуете, видите, слышите, с кем вы, и т. д.), подразумевающая что клиент знает это и представит; и т. п.), которые создают пустую, неопределённую смысловую рамку (фрейм), которую заполняет сам клиент, нередко считая, что психолог детально описывает его переживания.
- Ведение — создание нового опыта у клиента на базе имеющегося, на основе предложенного психологом сюжета для транса.
- Сопровождение в приятном воспоминании.
- Ратификация (подтверждение того, что психолог видит, замечает, что человек входит в транс, по минимальным его признакам, сделанное в виде высказывания, одобряющего (как подкрепление), — облегчает вхождение человека в транс и поддерживает трансовое состояние.
- Диссоциация — целый ряд техник, позволяющих клиенту разделиться (например, с частью собственного тела, посмотреть на себя со стороны, из другого места, или времени):
  - Диссоциативная речь — использование речи не ассоциирующей, а диссоциирующей (например, вместо «Вспомни» — «Позволь прийти воспоминанию», вместо «Ты чувствуешь контакт с…» — «Твоё тело (рука, нога, и т. п.) чувствует контакт с…», использование выражений типа «Приходят образы», «Приходят звуки» и т. п.).
- Релятивизация — введение дополнительной степени свободы в утверждениях при общении с клиентом, посредством делания высказываний относительными, менее утвердительными, и, соответственно, вызывающими меньше сопротивления. Например, вместо «Приходит воспоминание», употребить «Может прийти воспоминание» — оно может прийти, а может и не прийти, — обе возможности предусмотрены, и это представлено нормальным, что помогает поддерживать и развивать трансовое состояние. Этот технический приём позволяет внушение перевести из прямого в косвенное.
- Сигналинг (пальцевой идеомоторный сигналинг). Ле Крон в 1952 году предложил использовать идеомоторные движения пальцами для общения с человеком, находящемся в трансе (поставить так называемые «сигналы» на пальцы — «да», «нет», «не знаю», «не хочу говорить»). Некоторые авторы считают что более удобно пользоваться двумя сигналами — «да» и «нет». Такой сигналинг можно использовать для метакоммуникации с клиентом, находящемся в трансе, в частности для того, чтобы быть более конгруэнтным во время сеанса, а также для реализации возможностей коммуникации не только с вербализированными сознательными частями личности клиента, но и с невербализированными бессознательными его частями.
- Гармонизация с клиентом (подстройка) — эта техника используется для создания и поддержания контакта с клиентом.
- Использование многоуровневого языка (при коммуникации с клиентом, адресация обращения психологом как к сознанию, так и к бессознательному клиента; также это использование слов в различных значениях, использование интонационного выделения для обращения к различным проблемам или уровням проблем клиента — самих слов и интонационного выделения, соответственно; использование метафор и рассказывание историй).
- Говорение на языке клиента.
- Самогипноз.

## Трансовое расстройство
Непроизвольные или нежелательные состояния транса, затрудняющие повседневную деятельность, кодируются как психическое расстройство в Международной классификации болезней десятого пересмотра (МКБ-10). Код F44.3 МКБ-10 обозначает диагноз «транс и одержимость» и включает в себя состояние транса. В МКБ-11 расстройство транса и одержимости разделилось на два различных диагноза: трансовое расстройство и трансовое расстройство одержимости.